# Урлуєшть
Урлуєшть, Урлуєшті (рум. Urluiești) — село у повіті Арджеш в Румунії. Входить до складу комуни Чепарі.
Село розташоване на відстані 150 км на північний захід від Бухареста, 46 км на північний захід від Пітешть, 112 км на північний схід від Крайови, 99 км на південний захід від Брашова.

## Населення
За даними перепису населення 2002 року у селі проживали 313 осіб, усі — румуни. Усі жителі села рідною мовою назвали румунську.